# Луд, збуњен, нормалан (4. сезона)
Четврта сезона телевизијске серије Луд, збуњен, нормалан је премијерно емитована на Федералној телевизији БиХ у периоду од 2. јануара до 26. јуна 2011. године.

## Радња
Неколико година касније, ситуација у кући Фазлиновића је измењена. Фарук и Ајна живе заједно са Изетом у стану, а стално присуство женске особе међу окорелим мушким навикама ствара низ нових комичних ситиација. Прилике додатно компликује долазак Ајниног оца, капетана ратне морнарице бивше ЈНА, који се, игром случаја, такође усељава у стан Фазлиновића, што између њега и Изета рађа сталне сукобе и неспоразуме. У свему томе, бројне заврзламе настају и са Бубином рођаком Зумром, која сада ради као кућна помоћница код Фазлиновића. Дамир је коначно стао на своје ноге. Завршио је факултет и специјализовао пластичну хирургију, оженио се и преселио у стан некадашњег комшије Енеса Хаџиедхемћумуровића. Има своју приватну ординацију. Његова жена је трудна и у првој епизоди новог циклуса рађа сина. Поносни прадеда Изет улаже све напоре не би ли "изетизирао" праунука и труди се свим силама да све време проводи са њим. Студио Акорд је престао да постоји и претворен је у радио станицу, а главне звезде ноћног програма су Чомбе и Рефко.

## Улоге
| Глумац                | Улога              |
| --------------------- | ------------------ |
| Мустафа Надаревић     | Изет Фазлиновић    |
| Сенад Башић           | Фарук Фазлиновић   |
| Моамер Касумовић      | Дамир Фазлиновић   |
| Белма Лизде-Курт      | Рабија Бубић       |
| Горан Навојец         | Реуфик Мукић       |
| Мирај Грбић           | Драган Чмар        |
| Емир Хаџихафизбеговић | Самир Фазлиновић   |
| Нивес Иванковић       | Ајна Хећимић       |
| Александар Сексан     | Ђидо Мова          |
| Зана Марјановић       | Селма              |
| Миодраг Кривокапић    | Шукрија Хећимић    |
| Татјана Шојић         | Марија Мрвица      |
| Мирвад Курић          | Мариофил Шесто     |
| Минка Муфтић          | Зумрета Бубић      |
| Небојша Глоговац      | Грдоба             |
| Светлана Бојковић     | Лаура Шарафова     |
| Марија Омаљев         | Барбара Фазлиновић |
| Билал Хаџић           | Џема Фазлиновић    |

## Списак епизода
| Бр. еп. (у серији) | Бр. еп. (у сезони) | Датум емитовања   | ТВ емитер | Назив                      | Сиже |
| ------------------ | ------------------ | ----------------- | --------- | -------------------------- | --- |
| 97                 | 1                  | 2. јануар 2011.   | ФТВ (БиХ) | Продужена лоза             | Четири године су прошле од догађаја које смо гледали у претходној сезони. Дамир је специјализовао пластичну хирургију и оженио се за глумицу Барбару. Фарук је затворио студио Акорд и покренуо нови бизнис - радио станицу. Водитељи ноћног програма су Чомбе и Рефко. Барбара и Дамир очекују бебу и то је догађај око кога ће се окупити читава породица Фазлиновић. |
| 98                 | 2                  | 23. јануар 2011.  | ФТВ (БиХ) | Стомакологија              | Принова у породици Фазлиновић је донела нова узбуђења. Барбара и Дамир не могу се договорити које име да дају детету, али ће Изет ускочити са иницијативом која ће на крају резултирати најгорим могућим решењем. Рефко већ данима има зубобољу. Пара за стоматолога наравно нема, али зато Чомбе има сјајну идеју како да се реши његов проблем. |
| 99                 | 3                  | 30. јануар 2011.  | ФТВ (БиХ) | Дадиља                     | Барбара и Дамир хитно морају пронаћи дадиљу да им чува дете. Изет се нуди да он преузме чување бебе и када га Дамир и Барбара одбију он ће учинити све како би на крају било по његовом. Годишњица је Динине смрти па Чомбе покушава Рефки поправити расположење. Одлазе у студио где гледају порно филмове, али испоставиће се да једну глумицу из филма њих двојица јако добро познају. |
| 100                | 4                  | 6. фебруар 2011.  | ФТВ (БиХ) | Плус - минус               | Изет има температуру. Параноично закључује да су га Фарук и Ајна намерно заразили вирусом грипа, јер грип у његовим годинама може бити фаталан. Желе га убити, уверен је, јер би им тада остао његов стан. Ајна и Фарук, међутим, покушавају добити бебу, а низом случајних догађаја Изет ће их омети у томе. |
| 101                | 5                  | 13. фебруар 2011. | ФТВ (БиХ) | Вријеме овулације          | У Сарајево долази чувени загребачки лекар за вештачку оплодњу. Ајна и Фарук, у нади да ће коначно добити дете, заказују термин код њега. Њихова жеља да добију дете се никако не уклапа у Изетове дугорочне планове. Он ће направити све да саботира њихов план. Срећа се коначно насмешила и Чомбету. Добио је посао на којем може без великог труда зарадити добре новце. Наравно, у том његовом новом бизнису има места и за Рефку.                                                                                          |
| 102                | 6                  | 20. фебруар 2011. | ФТВ (БиХ) | Играона                    | Ајна и Фарук су и даље одлучни у идеји да добију дете. Шукријин долазак у Сарајево ће се показати као препрека у томе. Наиме, он ће спавати у њиховој соби, а поред живог Изета није баш изводљиво прављење детета у дневном боравку. Ајна је израчунала - наредна три дана су кључна и захтева од Фарука да смисли неки план. Рефко и Чомбе у радио станици муку муче са новонасталим техничким проблемима. Емитовање програма би дошло у питање да није генијалне Чомбетове идеје која ће спасити ствар.                      |
| 103                | 7                  | 27. фебруар 2011. | ФТВ (БиХ) | Дневни програм             | Чомбе и Рефко имају генијалну идеју како да подигну слушаност радио станице "Акорд". Наговарају Фарука да им допусти емитовање нове емисије која ће се звати "Безлични разговори" у којој ће они угостити занимљиве госте из разних сфера јавног живота. Опклада између Шукрије и Изета ће бити мотив да се овај други упусти у неславну авантуру пецања рибе у Миљацки. |
| 104                | 8                  | 6. март 2011.     | ФТВ (БиХ) | Кад врисне штикла          | Док је шетала градом Ајна је изврнула ногу у штикли. На повређеној нози мораће неко време носити лонгету. Тај случај са њеном повредом је инспирација Изету да се врати својој старој страсти – патентирању изума. У заводу за патенте, међутим, неће имати превише разумевања за његове идеје. Фарук упознаје младу и згодну девојку Шејлу. Безазлени флерт са њом би могао бити кобан по њега ако то Ајна сазна. |
| 105                | 9                  | 13. март 2011.    | ФТВ (БиХ) | Морал прије свега          | Чомбетов полубрат Фуфе одлази у Америку. Емотиван растанак је то за Чомбета и он ће испијањем великих количина пива покушати носити се са тиме. Од тајног агента Ђидо Мове Изет добија нови задатак. Потребно је пратити одређену женску особу и открити ако она евентуално има сексуалну аферу са неким мушкарцем. Откриће до кога ће доћи Изет ће бити шокантно и неочекивано. |
| 106                | 10                 | 20. март 2011.    | ФТВ (БиХ) | Рефко тарот                | Припреме за Шукријино венчање су у пуном јеку. Потпуно занесен заљубљеношћу он се не осврће на Изетова упозорења да му је глава у опасности и да његова будућа млада спрема његово убиство како би се домогла стана у Сплиту. На челу са Ајном читава породица Фазлиновић ће се ангажовати око саботирања венчања. У радио станици Рефко и Чомбе покрећу нову емисију у којој Рефко слушаоцима прориче судбину. Та емисија ће бити одлично средство помоћу кога ће Фазлиновићи помоћи Шукрији да схвати да му је глава у торби. |
| 107                | 11                 | 27. март 2011.    | ФТВ (БиХ) | Потрага за Шукријом        | Изетово доколичарско вече ће прекинути успаничени Шукрија. Схватио је да га Фадила хоће убити и тражи од Изета да му помогне спасити главу. У потрази за Шукријом у стан долази Фадила. Њен долазак ће натерати Шукрију да се сакрије, а Изета да се активно укључи у спашавање његовог живота. Ствар ће се додатно закомпликовати када у стан дође Чомбе, а нешто касније Ајна и Фарук који, због сумње да је Шукрија убијен, доводе и полицију.                                                                               |
| 108                | 12                 | 3. април 2011.    | ФТВ (БиХ) | Моторијада                 | Изнервиран прометном гужвом у Сарајеву, Фарук одлучује да купи мотор. Ајна није одушевљена том његовом идејом, а када Фарук позајми мотор Чомбету, испоставити ће се да је била у праву. Мотор ће бити украден и то ће довести до низа занимљивих заплета. Шукрија и даље покушава да се ослободи супруге Фадиле, а несебичну помоћ у том свом науму пружиће му човек од кога се најмање надао - Изет. |
| 109                | 13                 | 10. април 2011.   | ФТВ (БиХ) | Специјално васпитање       | Већ неко време Изет је дадиља за Дамирово и Барбарино дете. Слику Изета као озбиљног педагога нарушиће Фарук. Он је потпуно уверен да Изет лоше утиче на малог Џемицу, те наговара Дамира и Барбару на акцију шпунирања како би тачно упознали педагошке методе које Изет примењује. Проницљиви Изет, међутим, ангажује приватног истражитеља Ђидо Мову да у стан угради сензоре покрета који ће спречити да га затекну неспремног.                                                                                             |
| 110                | 14                 | 17. април 2011.   | ФТВ (БиХ) | Трафкинг                   | Изет је очајан: Барбара и Дамир су ангажовали Зумру да чува малог Џемицу, а њему је дозвољено да са дететом буде само у присуству једног од родитеља. Но, све ће се променити када се Зумра из шетње врати без Џемице. Дете је отето и Изет ће ту околност искористити да стицање поверења у његов одгојитељски рад. Чомбе и Рефко од Фарука добију задатак да генерално очисте радио станицу. То од њих двојице захтева изузетан интелектуални напор.                                                                          |
| 111                | 15                 | 24. април 2011.   | ФТВ (БиХ) | Зечији паприкаш            | Како би сачувао младалачки изглед Шукрија користи хидратантне креме. Забринут за свој изглед и Изет одлучује да направи нешто о том питању. Како би дошао до најбољих препарата за подмлађивање он у причу укључује Самира. Несретним случајем Фарук ће откинути главу лутки коју је Ајни прије смрти поклонила њена мама, а истовремено ће Шукрија сломити пуну боцу Изетове скупоцене максузије. Оба та догађаја ће низом околности бити приписани Зумри. Ни крива ни дужна Зумра ће добити отказ.                            |
| 112                | 16                 | 1. мај 2011.      | ФТВ (БиХ) | Посредни раскид            | Фарук је одлучан да оконча своју везу са Ајном. С' обзиром на њен темперамент није лако донети одлуку како то учинити. Изет и Дамир одлучују му помоћи у томе. Мада њих тројица праве план како се решити Ајне. Повратак старе Дамирове љубави Мирне ће довести до тога да Барбара остави Дамира. Односно, како то обично бива са Фазлиновићима, све ће бити супротно од онога како су планирали. |
| 113                | 17                 | 8. мај 2011.      | ФТВ (БиХ) | Горе - доле                | У покушају да остави Ајну, Фарук се иселио из стана. Он и Сенада покушавају пробудити стару страст, али основни договор за то је да се реше Ајне. Барбрара и Дамир су одлучили да изађу на вечеру. Непажњом су заборавили Џемицу у лифту, а Изет ће то покушати да искористити да још једном докаже како су они неспособни родитељи. Уласком Самира у причу читав догађај добија потпуно другачији смисао. |
| 114                | 18                 | 15. мај 2011.     | ФТВ (БиХ) | Лијева ципела              | Ајна је на путу па ће Фарук то покушати искористити како би са Белмом остварио сексуалну авантуру. Међутим, иза Белминог заводничког понашања се крију друге намере. Она и њен момак Рики ће покушати опљачкати Радио станицу. Изет добија од Самира понуду коју не може одбити: за мале паре може купити педесет пари италијанских ципела. Наравно, укредених. Чомбе је у креативном заносу. Рефко је ту да га подржи на путу од трња до звезда.                                                                               |
| 115                | 19                 | 22. мај 2011.     | ФТВ (БиХ) | Фотографија Ричардса Кејта | Ајна је још увек на путу па Фарук не одустаје од идеје да то искористи. Овај пут на његовој мети је Барбарина пријатељица Шејла. Тифа се вратио из Лондона и донео је Фаруку фотографију Кејта Ричардса са његовим оригиналним потписом. Фарук је одушевљен поклоном. Дамир је купио нови мобилни телефон. Његов мобилни телефон и Фарукова фотографија ће се на несрећу наћи Изету на путу. Сломљен мобилни телефон и изгорела фотографија ће бити нови узрок низа немилих догађаја у породици Фазлиновић.                     |
| 116                | 20                 | 29. мај 2011.     | ФТВ (БиХ) | Егзорцизам                 | Уз помоћ методе, у свету познате као "крађа", Чомбе и Рефко су се домогли професионалне камере. Снимање свадби и сахрана је логичан след догађаја који би њима двојици требало да омогући финансијску стабилност. Ајна и Шукрија су се вратили из Сплита и њихов повратак ни мало не радује Изета и Фарука. Како се решити придошлица из Далмације је оно што мотивише њих двојицу. |
| 117                | 21                 | 5. јун 2011.      | ФТВ (БиХ) | Хипноза                    | Доктор има лоше вести за Изета: ако мисли да ће поживети мора престати да пуши и пије. Две горе забране Изет није могао замислити. На Фаруков предлог, Изет одлази у Дубровник на сеансу код терапеута који хипнозом лечи пушаче. Чомбе и Рефко су проширили посао са камером. Уместо свадби и сахрана одлучили су снимати скривену камеру. Из овог посла њих двојица ће само извући батине. |
| 118                | 22                 | 12. јун 2011.     | ФТВ (БиХ) | Рођендан                   | Случајност је хтела да Бојана и Фарук исти дан славе рођендан. Фарук ту види прилику да поновно покуша да са њом остварити везу. У томе би требало да му помогне Бојанина рођака Марија. И поред Маријиних најбољих намера ништа неће испасти онако како су замислили. Рефко и Чомбе су одлучили купити поклон Фаруку. Тај поклон ће покренути низ догађаја који ће завршити неславно по Фарука. |
| 119                | 23                 | 19. јун 2011.     | ФТВ (БиХ) |                            | Због порезног прекршаја Фарук је завршио у затвору. Једини начин да изађе из затвора је да плати казну. Толико новца Фазлиновићи немају. Барбара је оставила Дамира. Изет и он покушавају да тугу залију алкохолом. Дубоко у ноћи не ради ни једна кафана па њих двојица одлазе у коцкарницу. Испоставиће се да ће та одлука бити судбоносна за њих. Чомбе и Рефко су одлучили купити аутомобил. Новцем који су скупили себи могу приуштити само половног Фићу.                                                                 |
| 120                | 24                 | 26. јун 2011.     | ФТВ (БиХ) | Повратак на старо          | Ситуација у кући Фазлиновића је депресивна. Барбара је оставила Дамира, а Ајна Фарука, тако да се осећају као да је неко проклетство бачено на њихово презиме. Дамир се доселио назад у стан и све је рекло би се по старом. Изузев што сада нису тројица, већ четворица. Четврти Фазлиновић са њима је мали Џемица. У последној епизоди ћемо се присетити неких од најзначајнијих љубавних подвига Фазлиновића. |